# Sommardäck

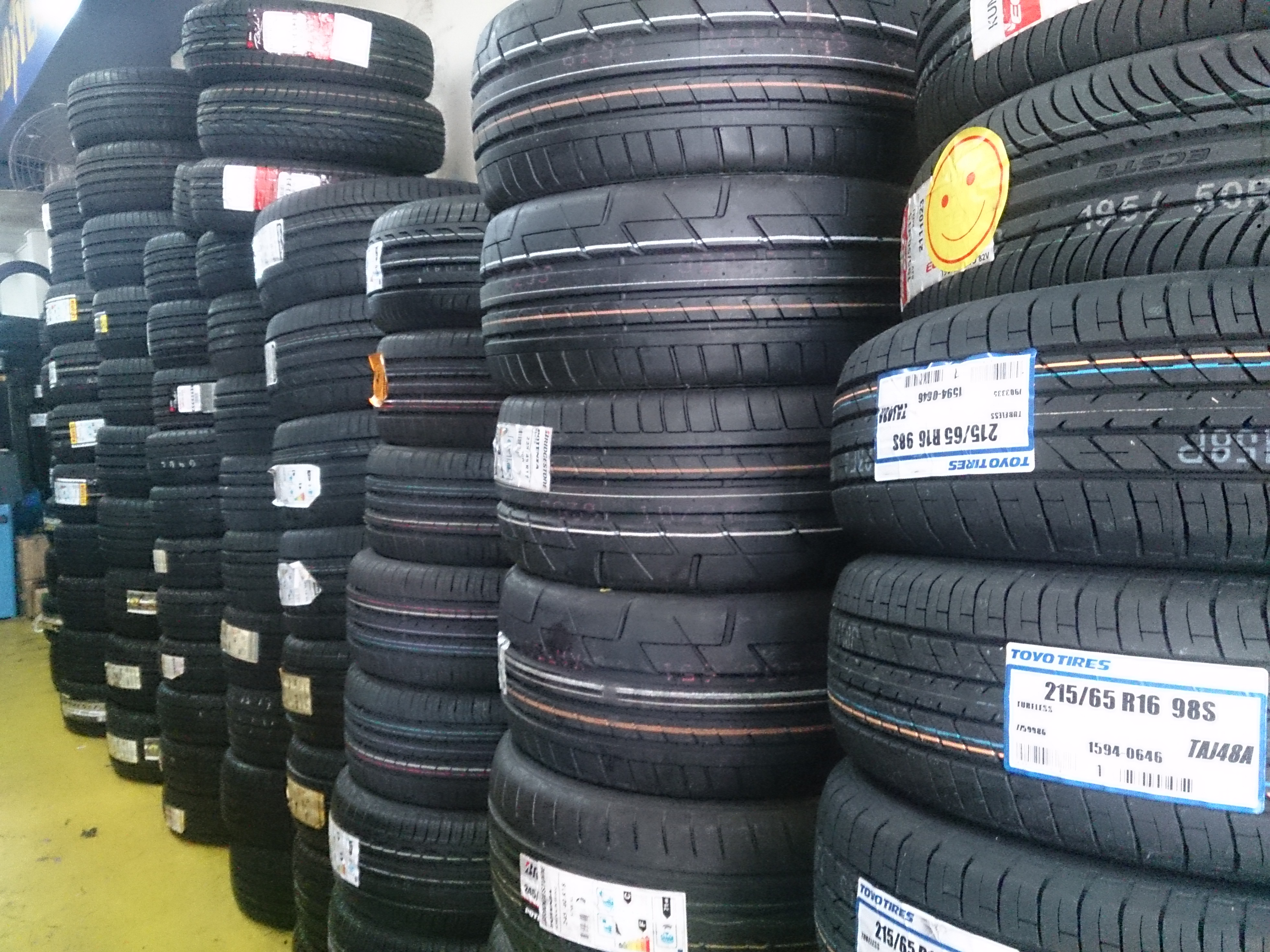
Sommardäck av olika märken och modeller.

Sommardäck är de däck som lämpar sig att ha på en bil sommartid.

## Gummiblandning
Sommardäck utmärker sig genom en specifik gummiblandning. Gummit som används till sommardäck är gjort för att behålla optimal mjukhet och elasticitet vid temperaturer över 7°C. När temperaturen sjunker under 7°C grader hårdnar gummit, vilken leder till att däcket har sämre prestanda.

## Sommardäck i världen

### Sverige
I Sverige får man sedan 2010 inte ha sommardäck under perioden 1 december–31 mars om vinterväglag råder, och det uppmanas att montera vinterdäcken den 1 november. 	Mönsterdjupet på sommardäck skall vara minst 1,6 mm.
Med vinterväglag menas att det finns snö, is, snömodd eller frost på någon del av vägbanan.

### Övriga Europa
Även i övriga delar av Europa krävs ett mönsterdjup på minst 1,6 mm.[källa behövs]